# Maixa Ivaxíntsova
Maixa Ivaxíntsova (Sverdlovsk, 23 de març de 1942 − Sant Petersburg, 13 de juliol de 2000) va ser una fotògrafa russa de Sant Petersburg (llavors Leningrad, URSS) fortament compromesa amb la poesia i la fotografia del moviment underground de Leningrad de les dècades del 1960 a la del 1980. Va fotografiar prolíficament durant la major part de la seva vida, però desava els rodets al seu àtic i rarament els revelava. Fins que l'any 2017 la seva filla Asya hi va trobar uns 30.000 negatius, juntament amb diaris personals, la seva obra no va veure la llum. Per aquest motiu, les seves fotografies i la seva història han estat comparades a les de Vivian Maier.

## Biografia
Maixa va néixer en el si d'una família aristocràtica que havia adquirit els seus béns després de la revolució bolxevic.
Des dels 18 anys fins un any abans de la seva mort va utilitzar la fotografia com un diari visual de la seva vida. A Leningrad, Ivaixíntsova es va unir al moviment literari i artístic underground, amb el qual estava fortament compromesa. Va treballar com a crítica teatral, bibliotecària, auxiliar de guarda-roba, mecànica d'ascensors i vigilant de seguretat, entre d'altres. Per capturar les imatges de la seva família i la seva vida al Leningrad comunista Maixa va fer servir una càmera Leica i una Rolleiflex.
Va mantenir relacions sentimentals amb el fotògraf Boris Smelov, el poeta Viktor Krivulin i el lingüista Melvar Melkumyan, pare de la seva filla Asya. La família es va separar quan la nena era petita, i va traslladar-se amb el pare a viure a Moscou, on, de vegades, Masha visitava la seva filla. Mai no es va considerar a si mateixa com artista ja que, segons la seva filla, se sentia en inferioritat al costat d'aquests homes, i per aquest motiu mai no va mostrar el seu treball fotogràfic, els seus diaris ni les seves poesies a ningú.
A mitjan dècada del 1980 va ser ingressada en un hospital psiquiàtric contra la seva voluntat, per tal que el règim comunista pogués controlar-la i fer que seguís la filosofia de l'URSS. Després de passar part de la seva vida en diversos centres psiquiàtrics va morir com a conseqüència d'un càncer als 58 anys.

## Exposicions
- 2018: Masha Ivashintsova, Street Photographer, a l'International Center of Photography, Nova York (EUA)[8]
- 2019: Brought to Light, al Vintage Photo Festival, Bydgoszcz (Polònia), curated per Katarzyna Gębarowska i Masha Galeries.[9]
- 2019-2020: Chiaroscuro, al Juhan Kuus Documentary Photo Centre, Tallinn (Estònia)[10][11]